# BK Nový Jičín
Le Basketbalový klub Nový Jičín est un club tchèque de basket-ball. Le club, basé dans la ville de Nový Jičín, joue sous le nom de Mlékárna Kunín.

## Historique
Le BK Nový Jičín évolue en Mattoni NBL soit le plus haut niveau du championnat tchèque entre 2006 et 2011.

## Noms successifs
- Depuis 1997 : Mlékárna Kunín
- 1996-1997 : ICEC Nový Jičín BC
- 1993-1994 : BC Tonak Nový Jičín
- 1992-1993 : BC Tabák Nový Jičín

## Palmarès
- Champion de République tchèque : 1999
- Vainqueur de la Coupe de République tchèque : 1995, 1996, 2000, 2002, 2006